# フレッド・マーケル
フレッド・ネルス・マーケル（Fred Nels Merkel、1962年9月28日 - ）はアメリカ合衆国の元オートバイレーサー。スーパーバイク世界選手権の初代チャンピオンである。

## 戦歴

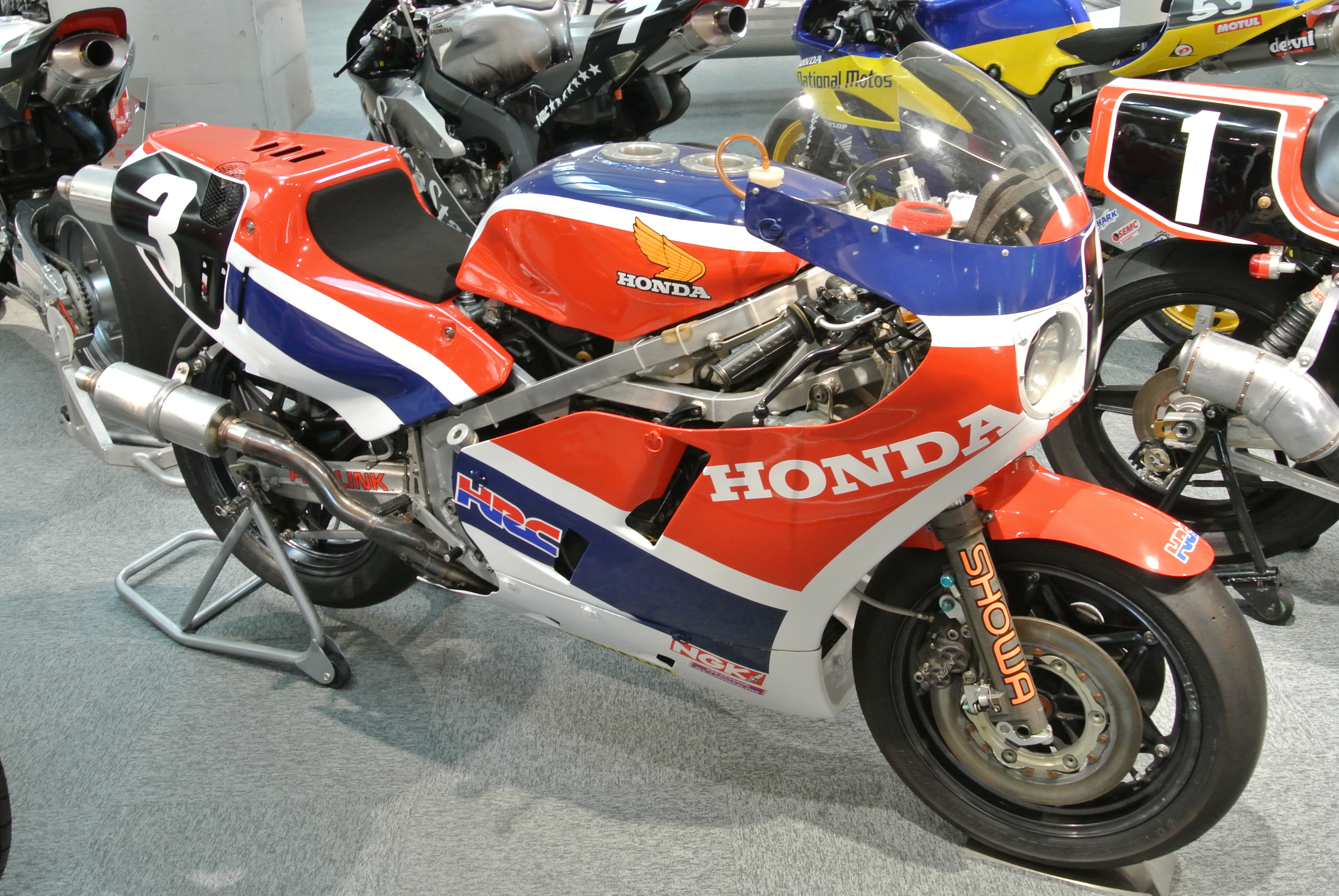
1983年の鈴鹿8耐でマーケルが乗ったホンダ・RS850R

1984年、マイク・ボールドウィンとのペアで鈴鹿8時間耐久ロードレースに優勝した。AMAスーパーバイク選手権では1984年と1985年にホンダ・VF750で、1986年にはVFR750Fで3年連続チャンピオンとなった。
1986年、大島正と組んで、チームスーパーモンキーに貸与されたワークスマシン「ホンダ・RVF750」で鈴鹿8耐参戦。56周でピット時にガソリンに一時引火し、すぐに消火されたがリタイヤとなる。
1988年にスーパーバイク世界選手権が始まるとマーケルはホンダ・VFR750R（RC30）で出場し、2勝を含む5回の表彰台の活躍を見せてファブリツィオ・ピロバーノとダビデ・タルドッツィを抑えて初代チャンピオンに輝いた。翌1989年にも3勝を挙げ、優勝以外にも表彰台7回と4度のポールポジションという成績で2年連続タイトルを獲得した。1990年も前半戦は3勝を挙げて好調さを維持しているかに見えたが、シーズン後半に調子を崩しタイトルを守ることができなかった。
マーケルはアリゾナ州チャンドラーのファイヤーバード・インターナショナル・レースウェイ（ en:Firebird International Raceway ）でクラッシュし、この時の負傷により1995年のシーズンオフに引退を発表した。引退後は家族と共にニュージーランドに移り住み、牧場を経営している。
2001年、AMAモーターサイクル殿堂入りを果たした。